# Emilio Azcárraga Jean
Emilio Fernando Azcárraga Jean (Ciudad de México, 22 de febrero de 1968) es un empresario mexicano, expresidente del Consejo de Administración del Grupo Televisa.

## Familia
Es hijo de Emilio Azcárraga Milmo (fundador del Grupo Televisa) y de la tercera esposa de este, Nadine Jean. A su vez, es nieto de Emilio Azcárraga Vidaurreta, fundador de Telesistema Mexicano. Tiene tres hermanas: Alessandra, Ariana y Carla. Su primera esposa, Alejandra de Cima Aldrete, fue víctima de cáncer desde muy temprana edad, mismo que ya fue superado, y creó la Fundación Cima. Ambos se divorciaron en 2002. El 28 de febrero de 2004, Emilio Azcárraga Jean contrajo nupcias con Sharon Fastlicht Kurian, con quien tiene tres hijos: Emilio Daniel, Hannah y Mauricio.

## Actividades
Emilio Azcárraga Jean estudió relaciones industriales en la Universidad Iberoamericana, pero no se tituló. Posteriormente obtuvo una doble licenciatura en mercadeo y administración de empresas en el Instituto Panamericano de Alta Dirección de Empresa. Es presidente de Grupo Televisa desde los 29 años de edad, al fallecimiento de su padre Emilio Azcárraga Milmo, en 1997, hasta su renuncia el 24 de octubre de 2024. Es uno de los empresarios más ricos de América Latina, con una fortuna estimada en 2 mil millones de dólares, según un artículo de la revista Forbes, del 2011.[cita requerida]
Es consejero en Banamex-Accival, Hombres de Negocios, Univisión, así como de los Grupos "Ciudad de México", Endeavor y Axo. El 24 de marzo de 1997 fue designado presidente de la Organización de la Televisión Iberoamericana (OTI), tras del fallecimiento de Guillermo Cañedo de la Bárcena, fundador de este organismo.[cita requerida]
Es dueño del Club América.[cita requerida]
El 12 de febrero del 2006, bajo la filial Apuestas Internacionales y su socio extranjero Scientific Games, inició con el negocio de los juegos de lotería y sorteos con centros de apuestas PlayCity, a la fecha con 21 centros, además de juegos y sorteos con la marca Sorteos del Trébol, que se distribuyen por medio de diversos comercios.[cita requerida]
Televisa también poseyó un 25% de acciones de la aerolínea de bajo costo Volaris, mismas que se vendieron a principios del 2010.
Desde 2006 la inversión de Televisa fue equivalente a 8.7% de los ingresos, frente a 4.3% promedio del resto de las diez principales. Y la diferencia fue ensanchándose, de modo que hoy invierte en Capex 30%, mientras los otros gigantes contribuyen con el 3.4%.[cita requerida]
La empresa de Azcárraga Jean es décima por ingresos. Los otros nueve son: The Walt Disney Company, NBCUniversal, WarnerMedia (dueña de CNN y TNT), 21st Century Fox (propiedad de Disney), ViacomCBS (MTV, Nickelodeon), Discovery Inc (propiedad de Warner Bros. Discovery), la alemana RTL y la japonesa Fuji.[cita requerida]
El 22 de octubre de 2017, Televisa informó que Emilio Azcárraga Jean dejaría de ser el director general de la empresa. No obstante, en un comunicado la empresa precisó que Azcárraga seguiría como presidente del Consejo de Administración y “continuará al frente del desarrollo de la estrategia de largo plazo de la compañía, ocupando el cargo de Presidente Ejecutivo del Consejo de Administración. Así mismo, el Sr. Azcárraga continuará teniendo responsabilidad directa de la división de fútbol de Grupo Televisa, incluyendo al equipo América, así como de la Fundación Televisa. Estos cambios entraron en vigor a partir del 1 de enero de 2018″.

## Polémica
En octubre de 2024, el presidente de Grupo Televisa, Emilio Azcárraga Jean, dejó su cargo al frente del emporio que forjó su familia en América Latina, en plena investigación del Departamento de Justicia de Estados Unidos por una trama de supuestos sobornos a funcionarios de la FIFA.  Todo esto con el fin de excluir a Grupo Televisa de la investigación.